# Landelies
Landelies (en való Landliye) és un nucli del municipi de Montigny-le-Tilleul, a la província d'Hainaut de la regió valona de Bèlgica, regat pel Sambre que hi és navegable (classe Va avall del poble i classe I amunt). Fins al 1977 era un municipi independent. 

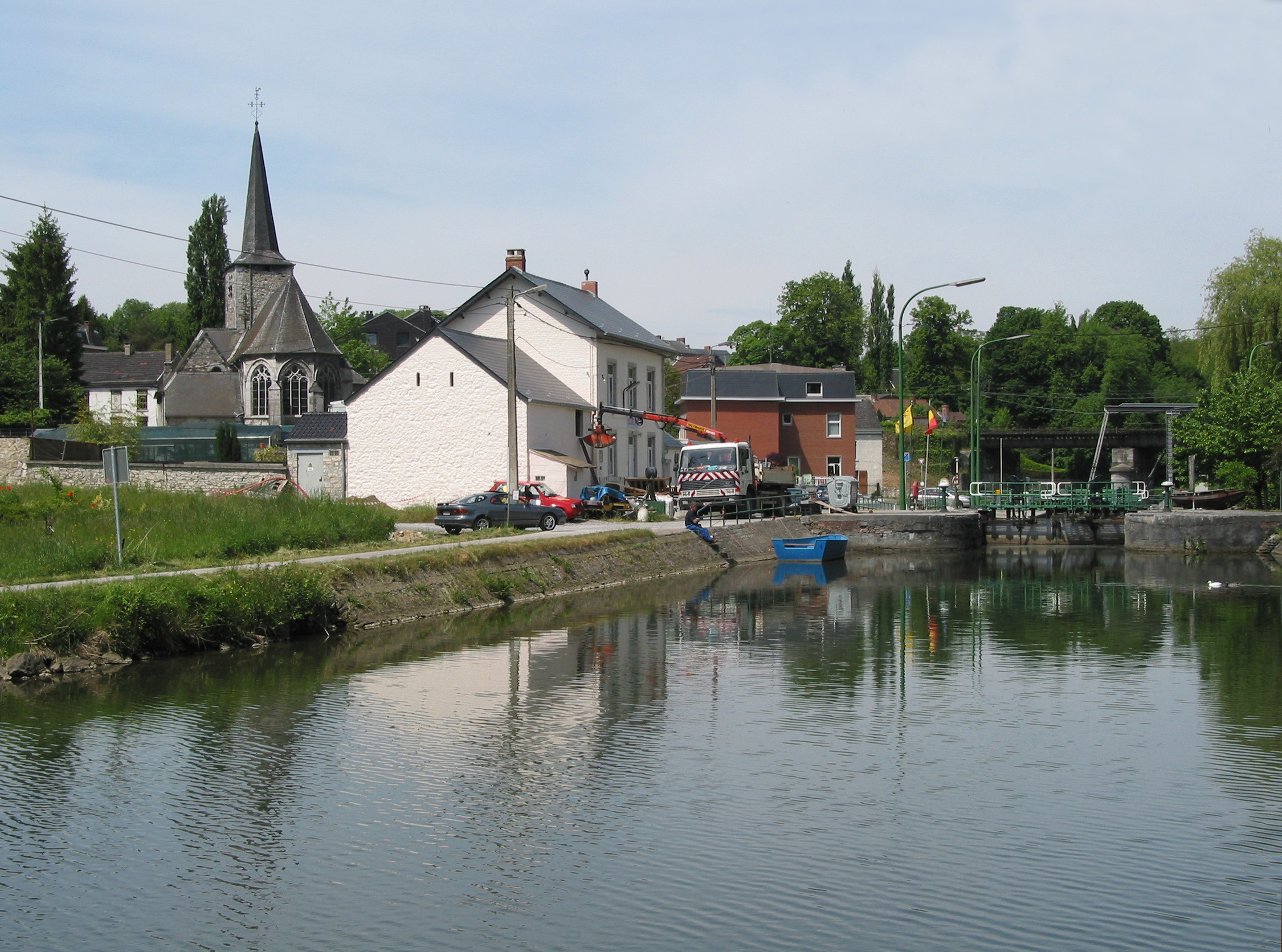
La resclosa al Sambre

## Història
S'han trobat artefactes de sílex i altres traces d'una habitació estable al Neolític. El primer esment del poble es troba sobre el políptic de l'Abadia de Lobbes del segle ix. Hi ha dues hipòtesis per a explicar l'etimologia del nom. Landelies provindria del llatí Landiliacus (fundus) el que significa Propietat de Landilla. Una altra versió diu que prové del lladró Maurosos que va rebatejar-se Landelin en convertir-se al catolicisme. Aquest Landelin, i futur sant, va fundar tres abadies: la de Lobbes i la d'Aulne, ambdues al marge del Sambre, i la de Crespin prop de Valenciennes.

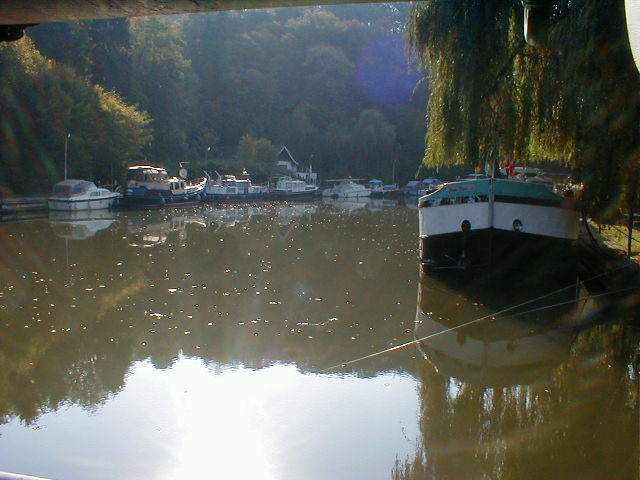
Port turístic al Sambre

Landelies pertanyia al Principat de Lieja i el príncep-bisbe l'havia infeodat a la família Moralmé i després als Corswarem, que van quedar-hi fins a l'inici de la revolució francesa. El 1815 passà al Regne Unit dels Països Baixos i el 1830 a Bèlgica. Fins al segle xix les pedreres i l'agricultura foren la principal activitat econòmica. La canalització del Sambre contribuí al desenvolupament. El 1896, el nucli de Goutroux va separar-se i esdevenir un municipi independent que el 1977 fusionà amb Montigny-le-Tilleul.

## Economia i turisme
Hi ha un port de turístic al Sambre i una pedrera de calcària.